# Neustift im Stubaital
Neustift im Stubaital is een gemeente in het district Innsbruck Land van de Oostenrijkse deelstaat Tirol.
Neustift ligt dertig kilometer ten zuidwesten van Innsbruck, halverwege het Stubaital, een hooggebergtedal dat bij Mühlbachl in het Wipptal mondt. Het is qua oppervlakte na Sölden in het Ötztal de grootste gemeente van Tirol. Het omvat dan ook een groot aantal dorpen, te weten Kampl, Herrengasse, Neder, Schmieden, Obergasse, Rain, Außerrain, Pfurtschell, Dorf, Lehner, Stackler, Aue, Auten, Kartnall-Forchach, Scheibe, Milders, Bichl, Schaller, Unteregg, Oberegg, Krößbach, Gasteig, Volderau, Falbeson, Ranalt, Mutterberg en Oberberg.
Kampl is de eerste wijk van de gemeente Neustift en bestaat uit verschillende woonkernen die over een lengte van ongeveer 22 kilometer verspreid liggen. De belangrijkste kern is Neustift-Dorf. Oberberg ligt in een klein zijdal van het Stubaital en is te bereiken vanaf Milders. Het dorpje Ranalt ligt aan het einde van het Stubaital.

## Geschiedenis
Rond het jaar 1000 werd het Stubaital al als Stupeia vermeld. In 1400 werd de grote gemeente Stubai in vijf kleinere gemeenten opgesplitst: Telfes, Schönberg, Mieders, Fulpmes en im Tal. Alhoewel de naam Neustift reeds in oorkondes uit de 14e eeuw als Niwenstift im tal ze Stubai opduikt heeft het vele eeuwen geduurd voordat deze naam werd gebruikt voor de gemeente.
De inwoners van Neustift worden ook tegenwoordig nog Tholer genoemd. Vondsten uit de bronstijd bewijzen dat het gebied rondom Neustift al lange tijd bewoond wordt. Retoromaanse veld- en huisnamen bevestigen dit beeld. Namen als Falbeson (van val busana, letterlijk zakdal), Ranalt (rovina alta, hoge muur) en Tschangelair (cingularia, omheining) geven aan dat de historische bewoners hun omgeving naar gebruik en waarneming benoemden.
Toen de Romeinse keizer Augustus in 15 v. Chr met zijn troepen naar het noorden trok, werd ook het hier wonende bergvolk en hun gebied bij de provincie Raetia ondergebracht. Het Romeinse bestuur en de daaropvolgende kerstening lieten hun sporen achter.
Keizer Maximiliaan I bracht regelmatig een bezoek aan het binnenste Stubaital om er te jagen op herten, gemzen en wilde zwijnen. In 1505 stichtte hij in Neustift een kapel, maar het duurde tot 1868 totdat het dorp een eigen zielzorger kreeg. In 1516 werd de eerste kerk van Neustift door de bisschop van Brixen ingewijd. In 1772 brandde deze kerk af. In 1768 was men echter reeds begonnen met de bouw van de huidige kerk, omdat de oude kerk te klein was geworden. De priester Franz de Paula Penz was de architect van de Neustifter dorpskerk. In 1812 werd Neustift een zelfstandige parochie. De parochiekerk in Neustift is de op een na grootste dorpskerk in Tirol. Op het kerkhof is de "gletsjerpastoor" en medeoprichter van de Deutscher Alpenverein Franz Senn begraven.